# Chaetostoma greeni
Chaetostoma greeni är en fiskart som beskrevs av Isaac J.H. Isbrücker 2001. Chaetostoma greeni ingår i släktet Chaetostoma och familjen Loricariidae. Inga underarter finns listade i Catalogue of Life. Utbredningsområdet är Sydamerika: Peru.